# Apolpium rufeolum
Apolpium rufeolum är en spindeldjursart som först beskrevs av Luigi Balzan 1892.  Apolpium rufeolum ingår i släktet Apolpium och familjen Olpiidae. Inga underarter finns listade i Catalogue of Life.